# Leiblachtal

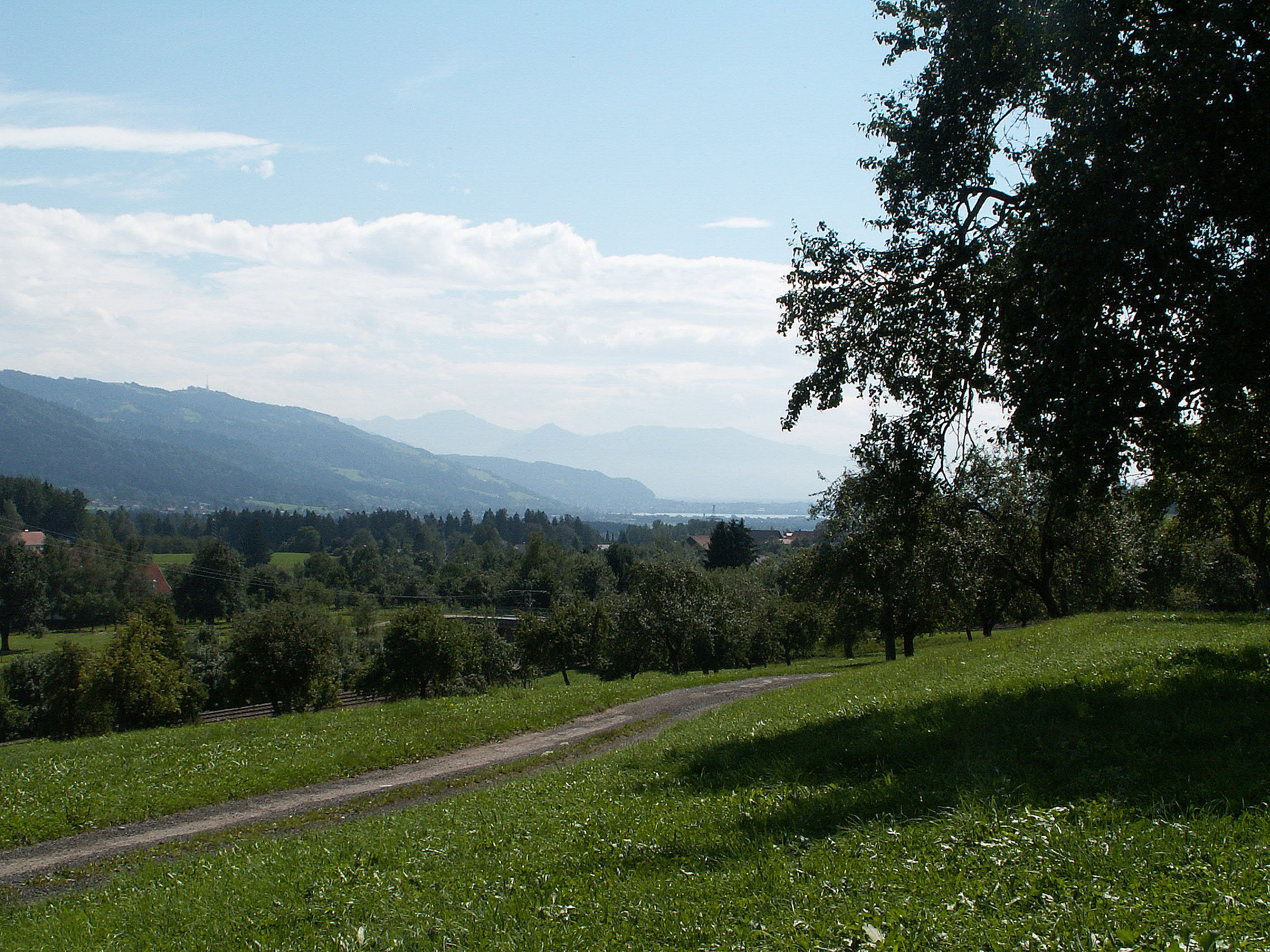
Blick von Heimholz (Sigmarszell) übers untere Leiblachtal

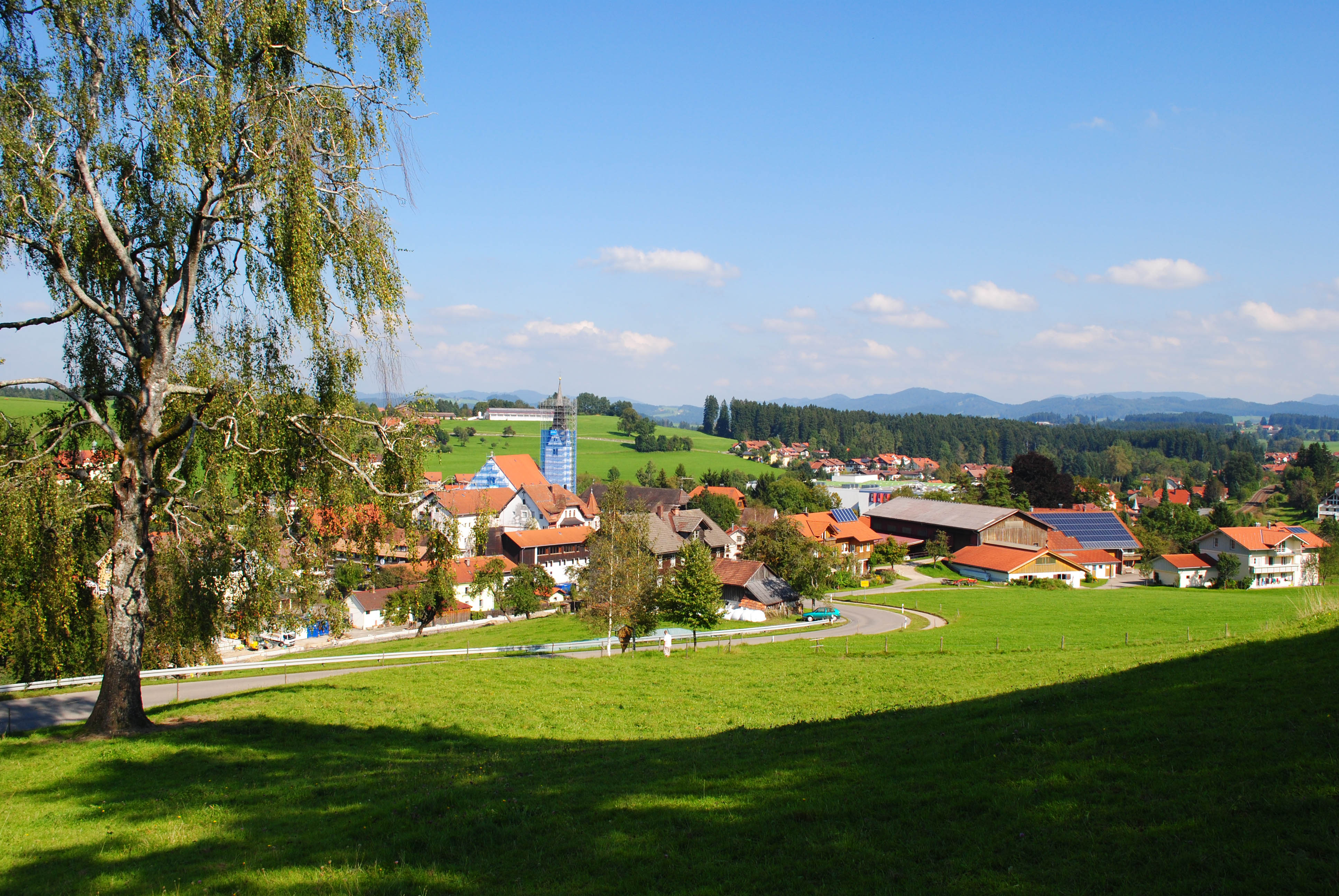
Heimenkirch

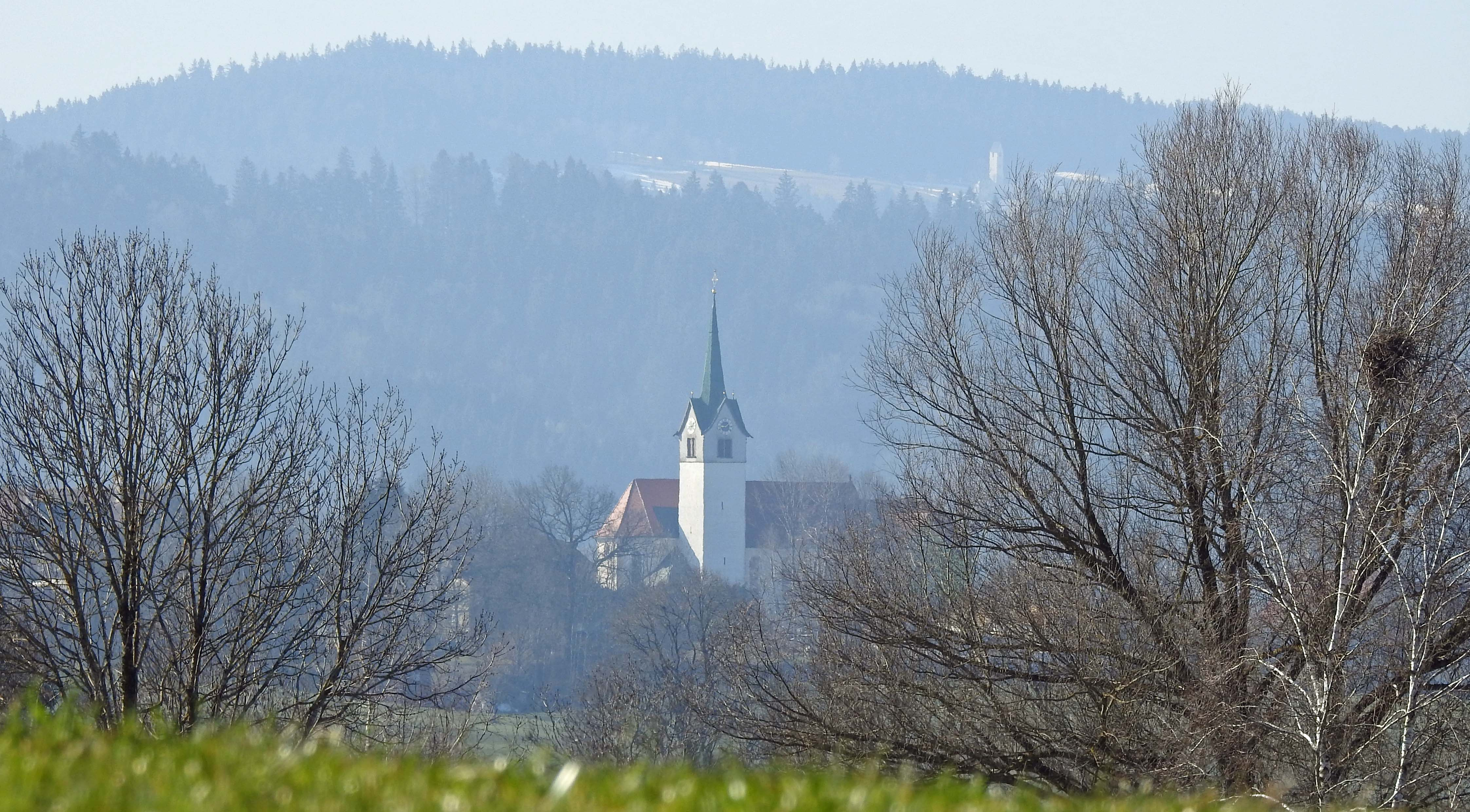
Opfenbach, im Hintergrund Möggers am Pfänderstock

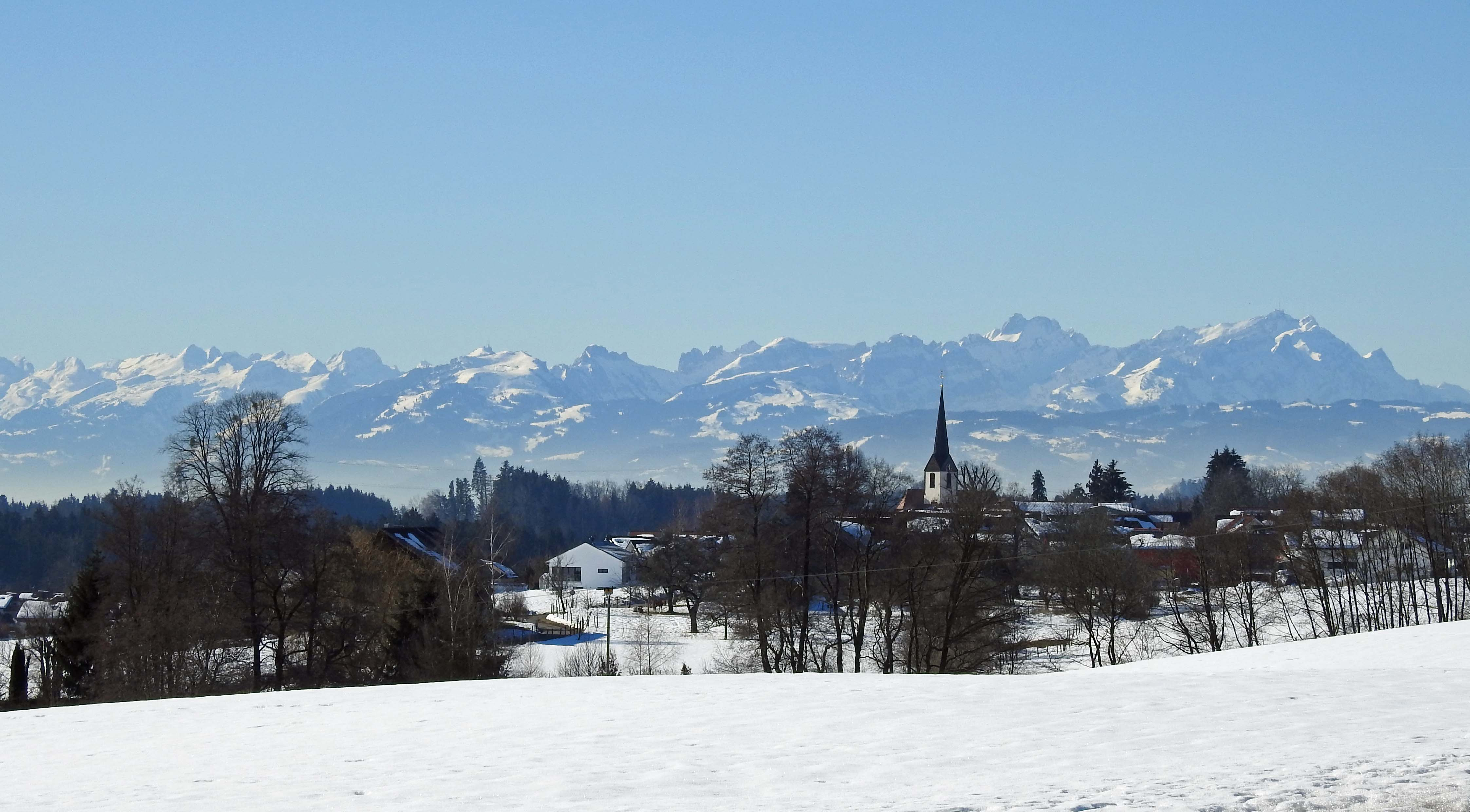
Hergensweiler

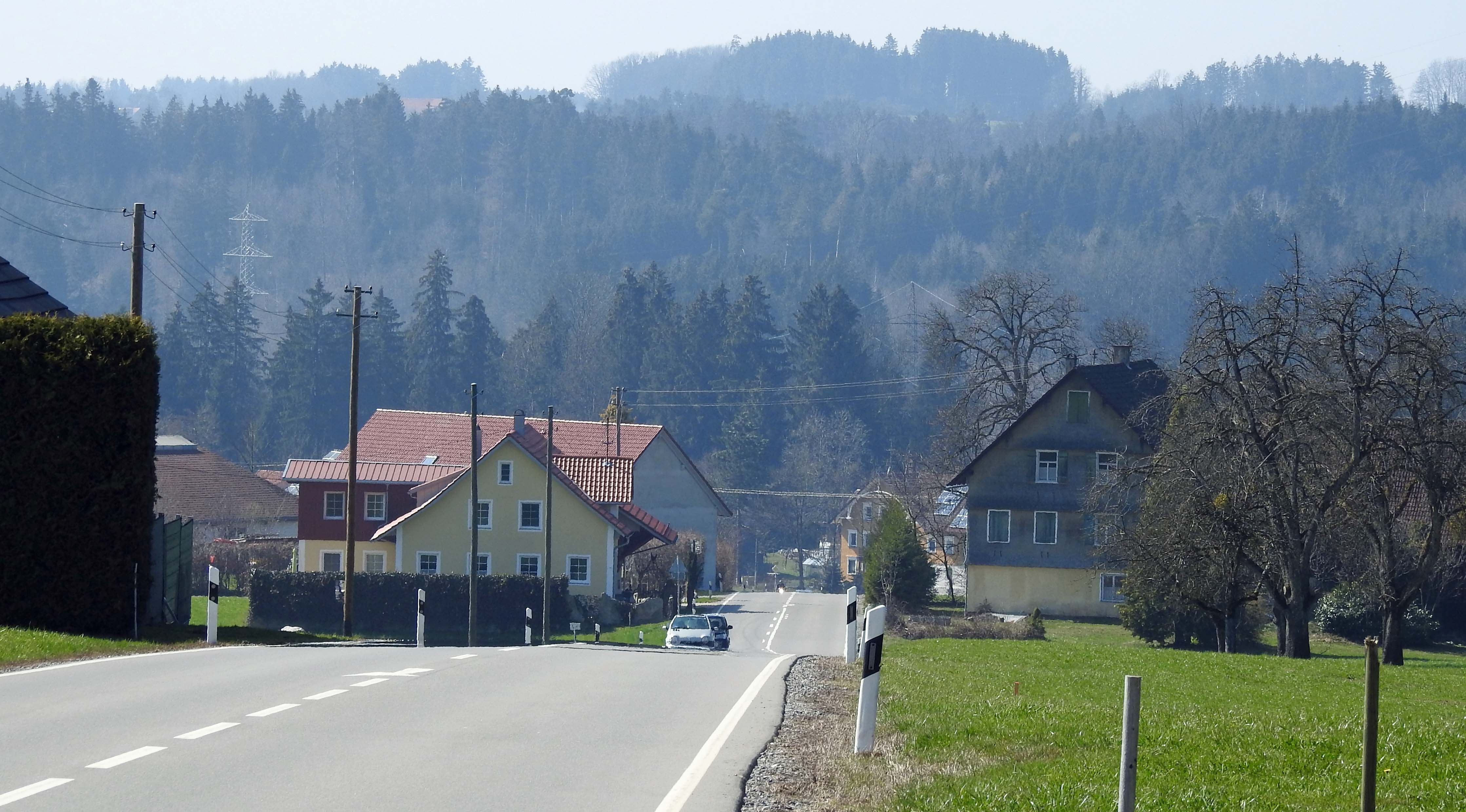
Sigmarszell, Geislehen, B308

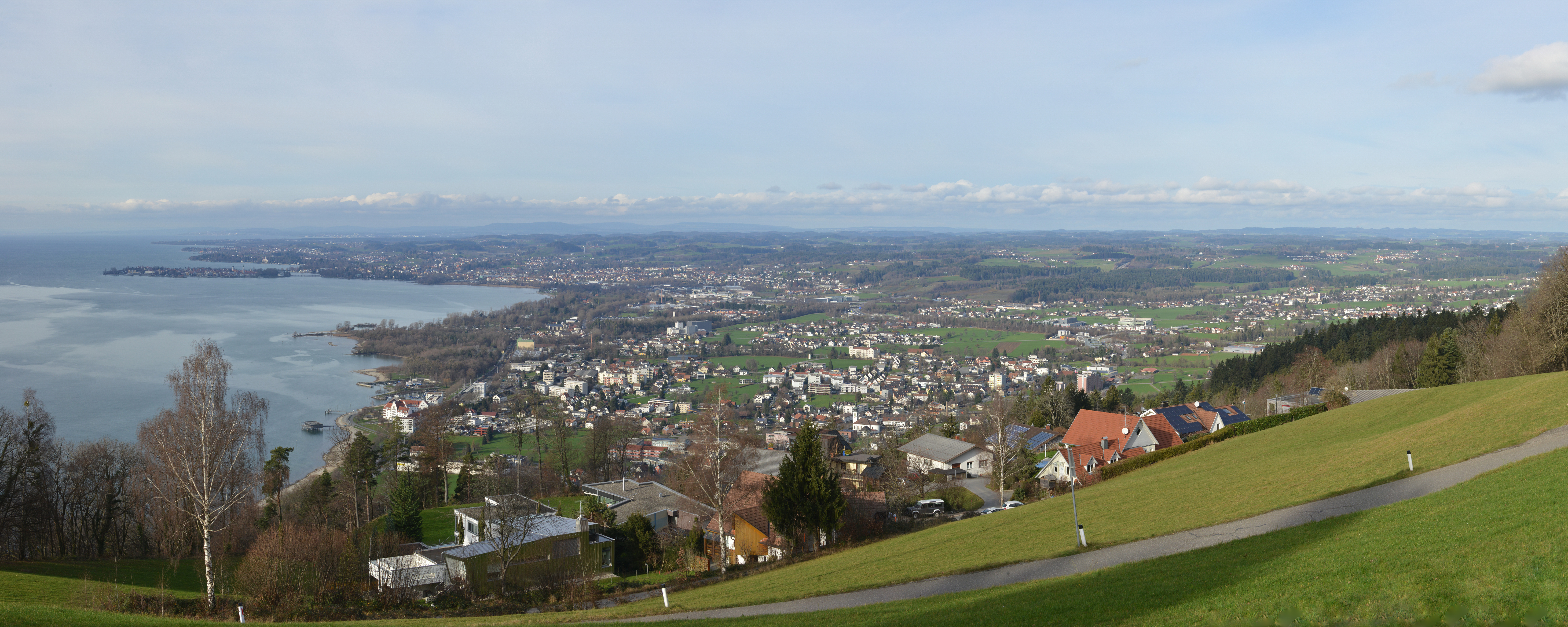
Unteres Leiblachtal

Das Leiblachtal ist das Tal der Leiblach (in Deutschland auch Laiblach genannt) im deutschen Bundesland Bayern und im österreichischen Bundesland Vorarlberg. In Vorarlberg gilt es als eigene Region und nach der Systematik der Gebietseinheiten für die Statistik (NUTS) als eine Teilregion der NUTS3-Region AT 342 Rheintal-Bodenseegebiet. Das obere Leiblachtal liegt vollständig im deutschen Westallgäu, im Unterlauf ab der Mündung des Rickenbachs ist die Leiblach ein Grenzfluss und mündet in den Bodensee.

## Geographie
Die Leiblach entspringt östlich von Heimenkirch und fließt in einem weiten Bogen um den Pfänderstock. Linksseitig ist es bergig mit dem Höhenrücken des Pfänderstocks, rechtsseitig ist es hügelig. Wenn die Nordgrenze der Allgäuer Alpen bzw. der Allgäuer Voralpen westlich der Iller weiter nördlich gezogen wird, dann bildet die Leiblach die Grenze der Alpen. Im unteren Leiblachtal ist das sehr markant, linksseitig auf österreichischem Boden liegt ein Berghang mit einem raschen Anstieg von 395 m auf über 1000 m an Hochberg und Pfänder, rechtsseitig sind sanfte Hügel des Alpenvorlands. Das Einzugsgebiet der Leiblach ist etwa 103 km² groß.

## Gemeinden
Österreich
Auf der österreichischen Seite des Leiblachtals befinden sich die Gemeinden Hörbranz, Lochau, Hohenweiler, Eichenberg und Möggers. Diese fünf Gemeinden werden zur Region Leiblachtal gerechnet, direkt an der Leiblach liegen Hörbranz und Hohenweiler.
Deutschland
In der Umgebung der oberen Leiblach befinden sich die Gemeinden Sigmarszell, Hergensweiler, Opfenbach, Hergatz und Heimenkirch.

## Naturschutzgebiete
Im Leiblachtal sind folgende Natura-2000-Gebiete:
Österreich:
- Europaschutzgebiet Leiblach
- Europaschutzgebiet und Naturwaldreservat Rohrach[2]

Deutschland:
- Naturschutzgebiet Rohrachschlucht
- Laiblach und Oberreitnauer Ach
- Stockenweiler Weiher, Degermoos, Schwarzenbach
- Hammermoos bei Heimenkirch[3]

## Verkehr
Das Leiblachtal ist die wichtigste Verbindung zwischen Vorarlberg und Deutschland und zwischen der Bodenseeregion und dem Allgäu.
Die Rheintal/Walgau Autobahn A14 mit dem Pfändertunnel setzt sich in Deutschland mit der Bundesautobahn 96 fort.
Die Vorarlberger Straße L190 aus dem Vorarlberger Rheintal setzt sich in Deutschland mit der Bundesstraße B12 fort nach Lindau, Wangen, Isny und Kempten.
Die Hohenweiler Straße L1 setzt sich in Deutschland mit der Allgäustraße als St 2002 fort bis Opfenbach, ab dort als Bundesstraße B32. Diese Straße folgt dem Lauf der Leiblach.
Die Bundesstraße 31 verläuft an der Nordseite des Bodensees und führt weiter als Bundesstraße 308 über den Pfänderrücken Richtung Lindenberg und Oberstaufen. Dies ist der westliche Teil der deutschen Alpenstraße.
Die  Bahnstrecke Buchloe–Lindau (Allgäubahn) führt über Kempten, Immenstadt, Heimenkirch, Hergatz und dann entlang des Leiblachtals nach Lindau. Die schnellere Strecke (Ausbaustrecke München–Lindau) verläuft von Buchloe über Memmingen und Hergatz nach Lindau.
Die Bahnstrecke Lindau–Bludenz führt von Lindau über Lochau nach Bregenz und weiter nach Bludenz.